# Pontifícia Universidade Católica de São Paulo

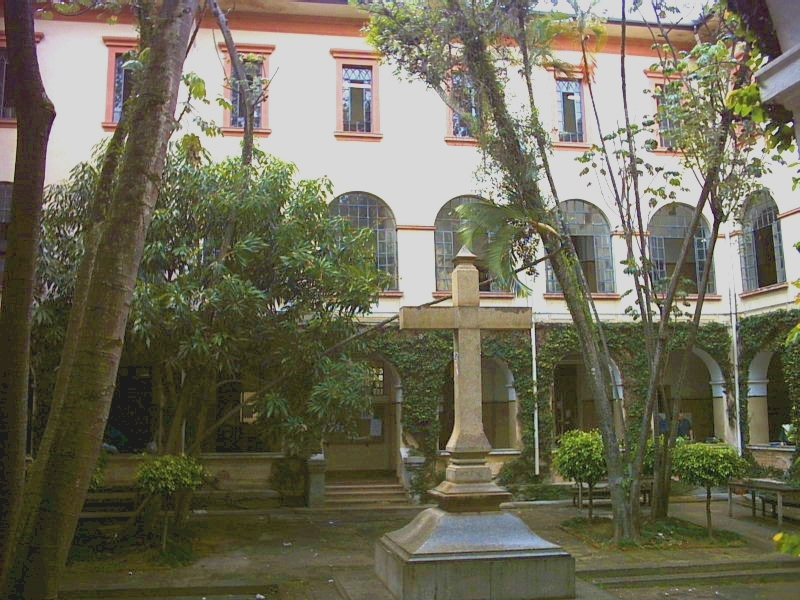
Innenhof des Campus von PUC-SP

Die Päpstliche Katholische Universität von São Paulo (portugiesisch Pontifícia Universidade Católica de São Paulo, kurz PUC-SP) ist eine brasilianische Universität päpstlichen Rechts. Sie ist eine der größten und renommiertesten brasilianischen Universitäten und unterliegt der Verwaltung der Erzdiözese von São Paulo.

## Geschichte
Die Gründung erfolgte am 13. August 1946 als „Katholische Universität von São Paulo“, maßgeblich unterstützt durch den Erzbischof von São Paulo, Kardinal Carlos Carmelo de Vasconcelos Motta. Sie ging hervor aus einem Zusammenschluss der Faculdade Paulista de Direito (Hochschule für Recht des Staates São Paulo) und der Faculdade de Filosofia, Ciências e Letras de São Bento (Hochschule von São Bento für Philosophie, Naturwissenschaften und Sprach- und Literaturwissenschaften), welche 1908 gegründet worden war. Die rechtliche Anerkennung seitens des Staates erfolgte am 22. August 1946 durch das Dekret Nr. 9.632. Die Verleihung des päpstlichen Titels durch Papst Pius XII. folgte im Januar 1947.
Während der Zeit der brasilianischen Militärdiktatur (1964–1985) gab es verschiedene Studenten und Lehrer der Päpstlich-Katholischen Universität São Paulos, welche mehrfach ihre regimekritische Haltung zum Ausdruck brachten. Der damals der Universität vorstehende Erzbischof, Paulo Evaristo Arns, war bekannt für seine unbeirrte Entschlossenheit gegenüber den damaligen Machthabern. Dieser Erzbischof erteilte Hochschullehrer eine Zulassung, denen wegen ihrer persönlichen Einstellung an anderen, öffentlichen Universitäten deswegen gekündigt worden war. Durch die Diktatur Verfolgte, die an der PUC-SP ihre Dozententätigkeit neu aufnahmen, waren u. a. Florestan Fernandes, Octávio Ianni und Paulo Freire. Am 22. September 1977 war die PUC-SP Versammlungsort der Studentenvereinigung União Nacional dos Estudantes, UNE („Nationale Studentenvereinigung“). Ziel des Treffens war es, die Aktivitäten dieser Organisation wieder aufzunehmen, nachdem dieses von der Militärregierung zunächst unterbunden worden war.
Bei dieser Zusammenkunft von Studenten verschiedener brasilianischer Universitäten kam es dazu, dass das Militär eingriff, welches von Oberst Erasmo Dias befehligt wurde. Im Zuge dieser Aktion wurden mehr als 900 Studenten verhaftet. Diese Begebenheit erlangte auch Bekanntheit als sogenannte „Invasion der PUC“ und wurde in der Tageszeitung Folha de São Paulo beschrieben durch die studentische Vereinigung Diretório Central dos Estudantes, DCE („Zentrales studentisches Leitungsorgan“, ein übergeordneter Zusammenschluss einzelner Studentenverbände).
Zu Beginn der 1980er Jahre war es die erste brasilianische Universität, an welcher der Rektor und andere Mandatsträger unmittelbar durch Lehrer, Angestellte und Schüler gewählt werden konnten. Im September und Dezember des Jahres 1984 beschädigten zwei Brände das Theater der Universität, wobei beim letzten Feuerausbruch von Brandstiftung ausgegangen wird.
Anfang der 2000er Jahre wurde ein neuer Campus in Santana (ein Stadtbezirk São Paulos) und ein weiterer in Barueri eröffnet.
Im Jahr 2001 hatte die Universität ein Haushaltsminus von vier Millionen bras. Real zu beklagen. Dieses Defizit wuchs im Verlauf der Jahre weiter an, was die Universität dazu zwang, Bankdarlehen aufzunehmen. Das führte zu weiteren Schulden, die sich im Jahre 2005 auf 82 Millionen Real beliefen. Die daraus folgenden Konsequenzen zeigten sich für den Rest des Jahres 2005 sowie den Großteil des darauffolgenden Jahres darin, dass einige Kurse aufgrund geringer Nachfrage abgesetzt wurden. Weiter wurden auch mehrere Lehrkräfte entlassen, obgleich einige dieser teilweise auf ihre Gehälter verzichtet hätten, um somit einer Kündigung vorzubeugen. Dies wiederum rief Proteste einzelner Lehrer hervor. Der Anfang des Jahres 2006 schließlich brachte für die PUC-SP die ersten Monate, welche keine Neuverschuldung herbeiführten.

## Ausrichtung der Universität
Die meisten der wissenschaftlichen Publikationen in der PUC-SP finden sich in den Bereichen Recht, Philosophie, Sozialwissenschaften, Bildung und Kommunikation. In diesen Bereichen gilt sie als eine der wichtigsten Universitäten in Lateinamerika. Weitere Forschungsfelder sind die international anerkannten Forschungen in der menschlichen Kommunikation, Semiotik und Psychologie.

## Zulassung
Wie bei fast allen brasilianischen Universitäten müssen Studenten vor ihrer Zulassung einen Zulassungstest bestehen. Dieser Test heißt „Vestibular“. Er besteht aus Fragen zu den Themen Sprachen, Wissenschaft, Mathematik und Geschichte.

## Fakultäten
- Schule für Mathematik und Technik (CCET)
- Schule für Medizin und Biologie (CCMB)
- Schule für Sozialwissenschaft
- Schule für Kommunikation und Philosophie (COMFIL)
- Schule für Recht
- Schule für Wirtschaft, Verwaltung, Rechnungswesen und Versicherung (FEA)
- Schule für Bildung
- Schule für Logopädie
- Schule für Psychologie
- Schule für Soziale Arbeit

## Bekannte Absolventen
- Luiz Olavo Baptista (1938–2019), Jurist und Mitglied am WTO Appellate Body